# Garten
Garten est une île habitée de la commune de Ørland , en mer de Norvège, dans le comté de Trøndelag en Norvège.

## Description
L'île de 1,5 km2 est située du côté nord de l'embouchure du Trondheimsfjord, juste au sud-ouest du continent et se trouve à environ 2 kilomètres au sud-est de l'île de Storfosna reliée par un pont vers l'île de Kråkvåg. Le principal centre de population de l'île est également appelé le village de Garten.
Il y a un pont vers le continent ainsi que des liaisons par car-ferry vers l'île voisine de Storfosna (également dans la municipalité d'Ørland) et aussi vers l'île de Leksa (dans la municipalité voisine d'Agdenes) et vers le continent.